# Armada do México
A Armada do México (em espanhol: Armada de México) é a força militar responsável pelo acompanhamento e vigilância do litoral, do mar territorial, zona marítima económica exclusiva e o espaço aéreo do México, assim como as águas interiores, rios, lagos. Foi criada por decreto e a partir de 1941 é administrado por uma terceira força armada do México, a Secretaria da Marinha. Em janeiro de 2010, a Marinha do México tinha 60.000 elementos.
|  |